# Hockeria fumipennis
Hockeria fumipennis är en stekelart som först beskrevs av Walker 1871.  Hockeria fumipennis ingår i släktet Hockeria och familjen bredlårsteklar. Inga underarter finns listade i Catalogue of Life.